# 廬原国造
廬原国造（いほはらのくにみやつこ・いほはらこくぞう）は駿河国西部を支配した国造。五百原国造とも。

## 概要
『先代旧事本紀』「国造本紀」に廬原国造とあり、他に庵原国造とも表記される。

### 祖先
- 『古事記』では孝霊天皇の皇子・日子刺肩別命が五百原君の祖とあり、高志の利波氏・豊国の国前氏などと同系とされる。
- 『先代旧事本紀』「国造本紀」には池田坂井君の祖・吉備武彦命の子・思加部彦命が廬原国造の祖と伝わる。
- 『新撰姓氏録』によると孝霊天皇の皇子・稚武彦命で笠氏と同系。

### 氏族
廬原氏（いほはらうじ、姓は君、公）で、五百原君とも表記した。後に朝臣を賜った者もいる。

## 本拠
国造の本拠は不明。ただし清水区には庵原町などの地名が現存しており、周囲には三池平古墳や砥鹿神社がある。

### 支配領域
国造の支配領域は当時廬原国と呼ばれていた地域。後の廬原郡で駿河国の一部。現在の静岡市清水区を中心として、富士川と大井川に挟まれた範囲とされる。

## 氏神
旧庵原郡にあり駿河国二宮の豊積神社・豐由氣神社。

### 関連神社
- 矢倉神社
仲哀朝に意加部彦命が日本武尊、景行天皇を祀ったことに起源を持つとされる。
- 久佐奈岐神社
日本武尊の東征に関連し、九万八千社と呼ばれた古社。
- 豐由氣神社
日本武尊の東征や、関連する廬原氏の古墳群に起源があるとされる。

### 墓
- 午王堂山3号墳（ごおうどうやまさんごうふん）
静岡市清水区にある全長78mの前方後方墳で、4世紀後半に築造された。築造時期から廬原国造の初祖のものとされる。
- 三池平古墳（みいけだいらこふん）
静岡市清水区にある全長68mの前方後円墳で、5世紀初頭に築造された。午王堂山3号墳に次ぐ古墳と考えられる。
- 神明山1号墳（しんめいやまいちごうふん）
静岡市清水区にある全長72mの前方後円墳。奈良県桜井市の箸墓古墳の4分の1[1]の規模で設計され、3世紀後半[2]に築造された。
- 谷津山古墳（やづやまこふん）
静岡市葵区にある全長110mの前方後円墳で、4世紀に築造された。

## 子孫
- 廬原臣
天智天皇朝の武人。白村江の戦いで阿倍比羅夫らとともに水軍を指揮したが敗れた。